# Winta (mascota)
Winta son las mascota oficiales de los Juegos Asiáticos de Invierno de 2003, que se celebraron en Aomori en febrero de 2003.